# Vâlcea (okręg Braszów)
Vâlcea – wieś w Rumunii, w okręgu Braszów, w gminie Șinca. W 2011 roku liczyła 221 mieszkańców.